# I. Alexandrosz szeleukida uralkodó
I. Alexandrosz Balasz (Αλέξανδρος Βάλας, ? – Kr. e. 145 augusztusa) ókori hellenisztikus király, a Szeleukida Birodalom tizenegyedik uralkodója (Kr. e. 150–145 között), IV. Antiokhosz Epiphanész állítólagos gyermeke volt. A Balasz név jelentése kétséges, de Alexandrosz pénzein emellett az Epiphanész, Niképhorosz, Euergetész és Theopatór melléknevek egyaránt előfordulnak.
Balasz állítólag alacsony sorból származott, és csak a Rhodoszra menekült Hérakleidész, az I. Démétriosz Szótér által elűzött babilóniai satrapa és kincstárnok léptette fel trónkövetelőként, mint IV. Antiokhosz fiát, Alexandroszt. Igényét Démétriosz ellenfelei is felkarolták: II. Attalosz Philadelphosz pergamoni, V. Ariarathész Philopatór kappadokiai és VI. Ptolemaiosz Philométór egyiptomi uralkodó egyaránt felsorakozott mellé, és Hérakleidész a Római Köztársaság senatusát is rávette, hogy támogassa Balaszt. Ptolemaiosz még a lányát, Kleopatra Theát is hozzáadta.
Alexandrosz Kr. e. 152-ben tört Szíriára, bevette Ptolemaisz városát, ám vereséget szenvedett Démétriosztól. Csak Kr. e. 150-ben vívott második összecsapásuk során sikerült legyőznie riválisát, aki elesett a csatamezőn. Rövid uralkodása alatt életét a kicsapongásnak és az élvhajhászatnak szentelte, miközben az államügyek intézését Ammóniosz nevű miniszterére bízta. Ammóniosz igyekezett az összes fellelhető Szeleukidával végezni, de Démétriosz két fia, Démétriosz és Antiokhosz biztonságban volt előle Kréta szigetén.
Démétriosz Kr. e. 148–147 körül síkra szállt Alexandrosz ellen Kilikia vidékén, ugyanekkor I. Mithridatész párthus király elfoglalta és fővárosává tette Ekbatanát. Balasz segítségül hívta apósát, VI. Ptolemaioszt, azonban hálátlannak bizonyult, mert amikor az személyesen vezetett hadat Szíriába, majdnem meggyilkoltatta. Ptolemaiosz erre az eredetileg Démétriosz ellen hozott hadaival átállt a másik oldalra, és nyomban elűzték a népszerűtlen Balaszt. A tömegek örömükben Szíria királyává kiáltották ki Ptolemaioszt, de ő lemondott a címről új veje, Démétriosz javára. Balasz közben nem tétlenkedett: Kilikiában hadakat gyűjtött, és megindult Antiokheia felé.
A Kr. e. 145-ös oinoparaszi ütközetben Démétriosz és Ptolemaiosz fényes győzelmet aratott, noha ez utóbbi elesett. Alexandrosz egy nabateus előkelőséghez (a szentírásbeli Makkabeusok könyve szerint Zabdielhez) menekült, aki meggyilkolta, és fejét elküldte Egyiptomba.